# Финансовый центр CTF (Гуанчжоу)
Финансовый центр CTF (кит. 廣州周大福金融中心, англ. CTF Finance Centre) — небоскрёб в городе Гуанчжоу, провинция Гуандун, Китай. Аббревиатура в названии расшифровывается как Chow Tai Fook Enterprises. 10 июля 2014 года небоскрёб достиг своей максимальной расчётной высоты в 530 метров, и его строительство активно продолжилось. Начато оно было в 2010 году, окончено в 2016 году. Количество этажей, согласно разным источникам, составляет 111 или 116 надземных этажей, а также 4 или 5 подземных. В небоскрёбе находятся 414 квартир, 273 гостиничных номера (с 80-го этажа до последнего), парковка рассчитана на 1705 автомобилей. Из 86 лифтов здания два способны подниматься с максимальной скоростью 70—72,4 км/ч (19,4—20,1 м/сек), опускаются лифты вдвое медленнее — это самый быстрый лифт в мире. На одном из верхних этажей обустроена обзорная площадка, откуда, как и со второго здания комплекса, открывается вид на реку Чжуцзян. Воздействие на здание воздушных потоков практически сводится к нулю благодаря его обтекаемой форме. Главный инженер — Arup Group Limited.
С 10 июля 2014 года небоскрёб является самым высоким зданием города, вторым по высоте в Китае (после Шанхайской башни), четвёртым по высоте в Азии и пятым по высоте в мире; а также занимает четвёртую строчку в списке зданий, имеющих 100 и более этажей (по состоянию на август 2015 года). Строительство было завершено в 2016 году.